# Llei de Kohlrausch
La llei de Kohlrausch diu que a baixes concentracions les conductivitats molars dels electròlits forts (els electròlits que estan totalment dissociats, àcids i bases forts i sals) són expressades per la relació:
- K és un coeficient, coeficient de Kohlrausch, que depèn més de la naturalesa de l'electròlit (és a dir, si és de forma MA, o de la forma M₂A₂, etc.) que de la seva identitat específica,
- Λ és la conductivitat molar,
- Λ0 és la conductivitat molar a dilució infinita, o concentració zero, i
- c és la concentració en mol/dm³.[1]

Aquesta relació fou descoberta pel físic alemany Friedrich Kohlrausch (1840–1910) després d'una llarga sèrie de mesures entre 1874 i 1879. Per a electròlits dèbils es compleix la llei de dilució d'Ostwald.